# Frances Bay
Frances Bay, nata Frances Evelyn Goffman (Mannville, 23 gennaio 1919 – Tarzana, 15 settembre 2011), è stata un'attrice canadese.

## Biografia
Tra i film interpretati dall'attrice canadese spicca Gioco sleale (1978) con Goldie Hawn e Chevy Chase. Un anno più tardi, interpretò il ruolo di Mrs. Hamilton nello speciale televisivo natalizio Christmastime with Mister Rogers. Tra i suoi altri successi troviamo Karate Kid - Per vincere domani (1984), Karate Kid III - La sfida finale (1989), I gemelli (1989), Aracnofobia (1990) e Il seme della follia (1994).
In ambito televisivo, debuttò  partecipando a diversi episodi della serie Cuore e batticuore. In seguito fu guest star in telefilm come Hazzard, Saranno famosi e Happy Days, dove in due episodi interpretò la nonna di Fonzie.
Nel 1983 interpretò la parte della nonna di Cappuccetto Rosso in Faerie Tale Theatre, per il canale televisivo Showtime. Nel 1986 iniziò la collaborazione con David Lynch, che la portò a recitare in pellicole come Velluto blu (1986), Cuore selvaggio (1990), Fuoco cammina con me (1992), e nella serie I segreti di Twin Peaks.
In seguito apparve in un episodio di X-Files e di Streghe, interpretando per l'occasione la versione anziana di Phoebe.

### Vita privata
Sorella maggiore del sociologo Erving Goffman, nell'infanzia si trasferì a Dauphin, Manitoba. Nel 1934 sposò l'uomo d'affari Charles (Chuck) Bay e si trasferì con lui a New York (dove studiò con Uta Hagen), Boston e Los Angeles. 
Dalla loro relazione nacque un figlio, Josh, morto all'età di 23 anni.
Prima della Seconda guerra mondiale recitò a Winnipeg, Manitoba e durante il conflitto condusse il programma della Canadian Broadcasting Corporation "Everybody's Program", destinato ai marinai imbarcati diretti per la guerra.
Poco tempo dopo la morte del marito, nel 2002, fu coinvolta in un incidente stradale a Glendale nella California, che le costò l'amputazione di metà della gamba destra, ma non le impedì però di continuare a svolgere il mestiere di attrice.
Il 6 settembre 2008, grazie anche a una petizione sottoscritta da 10.000 persone, il suo nome venne incluso nella Walk of Fame. Il comitato selezionatore ricevette lettere da artisti come Adam Sandler, Jerry Seinfeld, David Lynch, Henry Winkler, Monty Hall e molti altri.
Morì nel 2011 all'età di 92 anni.

## Filmografia

### Cinema
- Gioco sleale (Foul Play), regia di Colin Higgins (1978)
- Head over Heels, regia di Joan Micklin Silver (1979)
- Terrore in cima alle scale (The Attic), regia di George Edwards e Gary Graver (1980)
- Amy, regia di Vincent McEveety (1981)
- Crazy Runners - Quei pazzi pazzi sulle autostrade (Honky Tonk Freeway), regia di John Schlesinger (1981)
- Dream On!, regia di Ed Harker (1981)
- Buddy Buddy, regia di  Billy Wilder (1981)
- A doppia esposizione (Double Exposure), regia di William Byron Hillman (1982)
- American College (Private School), regia di Noel Black (1983)
- Per vincere domani - The Karate Kid (The Karate Kid), regia di  John G. Avildsen (1984)
- Dinosauri a colazione (Movers & Shakers), regia di William Asher (1985)
- Nomads, regia di John McTiernan (1986)
- Velluto blu (Blue Velvet), regia di David Lynch (1986)
- Medium Rare, regia di Paul Madden (1987)
- Big Top Pee-wee - La mia vita picchiatella (Big Top Pee Wee), regia di Randal Kleiser (1988)
- I gemelli (Twins), regia di Ivan Reitman (1988)
- Karate Kid III - La sfida finale (The Karate Kid, Part III), regia di John G. Avildsen (1989)
- Cuore selvaggio (Wild at Heart), regia di David Lynch (1990)
- Aracnofobia (Arachnophobia), regia di Frank Marshall (1990)
- Rischiose abitudini (The Grifters), regia di Stephen Frears (1990)
- Il pozzo e il pendolo (The Pit and the Pendulum), regia di Stuart Gordon (1991)
- Critters 3, regia di Kristine Peterson (1991)
- Fuoco cammina con me (Twin Peaks: Fire Walk with Me), regia di David Lynch (1992)
- Inside Monkey Zetterland, regia di Jefery Levy (1992)
- Inserzione pericolosa (Single White Female), regia di Barbet Schroeder (1992)
- Il vicino di casa (The Neighbor), regia di Rodney Gibbons (1993)
- Il seme della follia (In the Mouth of Madness), regia di John Carpenter (1994)
- Porte aperte al delitto (The Paper Boy), regia di Douglas Jackson (1994)
- Un tipo imprevedibile (Happy Gilmore), regia di Dennis Dugan  (1996)
- Cambio vita (Changing Habits), regia di Lynn Roth (1997)
- Goodbye Lover, regia di Roland Joffé (1998)
- L'Ispettore Gadget (Inspector Gadget), regia di David Kellogg (1999)
- The Storyteller, regia di Yale Strom (1999)
- Prima o poi mi sposo (The Wedding Planner), regia di Adam Shankman (2001)
- Kiss the Bride, regia di Vanessa Parise (2002)
- Edmond, regia di Stuart Gordon (2005)
- Dark Memories - Ricordi terrificanti (Ring Around the Rosie), regia di Rubi Zack (2006)
- Twin Peaks: The Missing Pieces, regia di David Lynch (2014)

### Televisione
- Kojak – serie TV, episodio 4x03 (1976)
- L'impareggiabile giudice Franklin (The Tony Randall Show) – serie TV, episodio 1x20 (1977)
- Mary Tyler Moore (The Mary Tyler Moore Show) – serie TV, episodio 7x22 (1977)
- CHiPs – serie TV, episodio 1x11 (1977)
- In casa Lawrence (Family) – serie TV, episodio 4x22 (1979)
- ABC Weekend Specials – serie TV, episodio 3x01 (1979)
- Topper – film TV, regia di Charles S. Dubin (1979)
- Cuore e batticuore (Hart to Hart) – serie TV, episodi 1x10-2x02 (1979-1980)
- I Jefferson (The Jeffersons) – serie TV, episodio 7x15 (1981)
- Hazzard (The Dukes of Hazzard) – serie TV, episodio 3x19 (1981)
- Flamingo Road – serie TV, episodio 1x15 (1981)
- Assassinio nel Texas (Murder in Texas), regia di William Hale – film TV (1981)
- Callie & Son, regia di Waris Hussein – film TV (1981)
- I ragazzi di padre Murphy (Father Murphy) – serie TV, episodio 1x11 (1982)
- Happy Days – serie TV, episodi 9x14-10x07-11x17 (1984)
- Signornò (At Ease) – serie TV, episodio 1x08 (1983)
- American Playhouse – serie TV, episodio 2x11 (1983)
- Lottery! – serie TV, episodio 1x08 (1983)
- Nel regno delle fiabe (Faerie Tale Theatre) – serie TV, episodio 2x05 (1983)
- Mai dire sì (Remington Steele) – serie TV, episodio 2x08 (1983)
- Con gli occhi di Emma (Second Sight: A Love Story), regia di John Korty – film TV (1984)
- Il tempo della nostra vita (Days of Our Lives) – serial TV, 1 puntata (1984)
- Alice – serie TV, episodio 8x22 (1984)
- Casa Keaton (Family Ties) – serie TV, episodio 3x04 (1984)
- P/S - Pronto soccorso (E/R) – serie TV, episodio 1x13 (1984)
- The President of Love, regia di Chris Thompson – film TV (1984)
- New York New York (Cagney & Lacey) – serie TV, episodio 4x21 (1985)
- Saranno famosi (Fame) – serie TV, episodio 4x21 (1985)
- Amos, regia di Michael Tuchner – film TV (1985)
- Storie incredibili (Amazing Stories) – serie TV, episodio 1x11 (1985)
- The Eagle and the Bear, regia di Lee H. Katzin – film TV (1985)
- Santa Barbara – serial TV, 3 puntate (1985-1990)
- Cin Cin (Cheers) – serie TV, episodio 4x13 (1986)
- T.J. Hooker – serie TV, episodio 5x10 (1986)
- Hill Street giorno e notte (Hill Street Blues) – serie TV, episodio 6x17 (1986)
- Riptide – serie TV, episodio 3x17 (1986)
- Stazione di polizia (The Last Precinct) – serie TV, episodio 1x05 (1986)
- Quartieri alti (Easy Street) – serie TV, episodio 1x02 (1986)
- Simon & Simon – serie TV, episodio 6x09 (1986)
- Mike Hammer investigatore privato (Mike Hammer) – serie TV, episodio 3x09 (1986)
- L'ultimo cavaliere elettrico (Sidekicks) – serie TV, episodio 1x11 (1986)
- Convicted: A Mother's Story, regia di Richard T. Heffron – film TV (1987)
- Mia sorella Sam (My Sister Sam) – serie TV, episodio 1x15 (1987)
- General Hospital – serial TV, 1 puntata (1987)
- A cuore aperto (St. Elsewhere)  – serie TV, episodio 6x04 (1987)
- Poliziotti in città (The Oldest Rookie) – serie TV, episodio 1x09 (1987)
- Houston Knights - Due duri da brivido (Houston Knights) – serie TV, episodio 2x12 (1988)
- Cuori senza età (The Golden Girls) – serie TV, episodio 4x02 (1988)
- Poliziotti in gabbia (Police Story: Monster Manor), regia di Aaron Lipstadt – film TV (1988)
- Hunter – serie TV, episodi 4x17-7x12-7x13 (1988-1991)
- I Cavanaugh (The Cavanaughs) – serie TV, episodio 2x12 (1989)
- Bravo Dik (Newhart) – serie TV, episodio 8x01 (1989)
- Dragnet – serie TV, episodio 1x12 (1989)
- Alien Nation – serie TV, episodio 1x12 (1990)
- ALF – serie TV, episodio 4x19 (1990)
- E giustizia per tutti (Equal Justice) – serie TV, episodio 1x10 (1990)
- I racconti della cripta (Tales from the Crypt) – serie TV, episodio 2x11 (1990)
- I segreti di Twin Peaks (Twin Peaks) – serie TV, episodio 2x02 (1990)
- Una famiglia tutto pepe (True Colors) – serie TV, episodio 1x11 (1990)
- Le inchieste di Padre Dowling (Father Dowling Mysteries) – serie TV, episodio 3x10 (1990)
- Pacific Station – serie TV, episodio 1x03 (1991)
- Matlock – serie TV, episodi 5x19-6x09 (1991)
- Una famiglia come tante (Life Goes On) – serie TV, episodi 2x20-4x05 (1991-1992)
- Grave Secrets: The Legacy of Hilltop Drive, regia di John Patterson – film TV (1992)
- In viaggio nel tempo (Quantum Leap) – serie TV, episodio 4x19 (1992)
- Casalingo Superpiù (Who's the Boss?) – serie TV, episodi 8x23-8x24 (1992)
- L.A. Law - Avvocati a Los Angeles (L.A. Law) – serie TV, episodio 6x19 (1992)
- Middle Ages – serie TV, episodio 1x01 (1992)
- Il cane di papà (Empty Nest) – serie TV, episodi 4x21-5x15 (1992-1993)
- Street Legal – serie TV, episodio 7x12 (1993)
- Phenom – serie TV, episodio 1x17 (1993)
- Le cinque signore Buchanan (The 5 Mrs. Buchanans) – serie TV, episodio 1x07 (1994)
- X-Files (The X Files) – serie TV, episodio 2x11 (1994)
- Marshal (The Marshal) – serie TV, episodio 1x10 (1995)
- Il commissario Scali (The Commish) – serie TV, episodio 4x22 (1995)
- La signora in giallo (Murder, She Wrote) – serie TV, episodio 12x05 (1995)
- La strada per Avonlea (Road to Avonlea) – serie TV, episodio 7x10 (1996)
- Seinfeld – serie TV, episodi 7x11-7x14-9x23 (1998)
- Susan (Suddenly Susan) – serie TV, episodio 1x14 (1997)
- Vita con Roger (Life with Roger) – serie TV, episodio 1x20 (1997)
- Un detective in corsia (Diagnosis Murder) – serie TV, episodio 4x23 (1997)
- Ragazze a Beverly Hills (Clueless) – serie TV, episodio 2x20 (1998)
- C-16: FBI – serie TV, episodio 1x08 (1998)
- Questione di stile (Style and Substance) – serie TV, episodio 1x11 (1998)
- Casa Hughley (The Hughleys) - serie TV, 9 episodi (1998-2000)
- Un mondo senza tempo (The Simple Life of Noah Dearborn), regia di Gregg Champion – film TV (1999)
- Da Vinci's Inquest  – serie TV, episodio 2x07 (1999)
- Port Charles – serial TV, 3 puntate (2000)
- E.R. - Medici in prima linea (ER) – serie TV, episodio 7x16 (2001)
- Passions – serial TV, 1 puntata (2001)
- Streghe (Charmed) – serie TV, episodio 4x14 (2002)
- Tutto in famiglia (My Wife and Kids) – serie TV, episodio 2x25 (2002)
- Il promontorio di Annie (Annie's Point), regia di Michael Switzer – film TV (2005)
- My Name Is Earl – serie TV, episodio 2x05 (2006)
- Hannah Montana – serie TV, episodio 1x20 (2006)
- Grey's Anatomy – serie TV, episodio 5x19 (2009)
- The Middle – serie TV, 11 episodi (2009-2011)

## Doppiatrici italiane
Nelle versioni in italiano delle opere in cui ha recitato, Frances Bay è stata doppiata da:
- Alina Moradei in I gemelli, Storie incredibili, X-Files, Un tipo imprevedibile
- Graziella Polesinanti in Il vicino di casa, Il seme della follia, Un detective in corsia, Edmond
- Wanda Tettoni in Aracnofobia, I segreti di Twin Peaks
- Francesca Palopoli in Il pozzo e il pendolo, In viaggio nel tempo
- Cristina Grado in Fuoco cammina con me, Inspector Gadget
- Liliana Jovino in Porte aperte al delitto, La signora in giallo
- Franca Dominici in Hazzard
- Rossana Bassani in I Jefferson
- Clelia Bernacchi in Velluto blu
- Isa Bellini in Nomads
- Elena Magoia in Karate Kid III - La sfida finale
- Paola Giannetti in Cuore selvaggio
- Caterina Rochira in Casa Hughley
- Micaela Giustiniani in E.R. - Medici in prima linea
- Vira Silenti in Streghe
- Miranda Bonansea in Dark Memories - Ricordi terrificanti
- Cristina Piras in Grey's Anatomy